# Menaspis
Menaspis ist eine ausgestorbene Knorpelfischgattung aus dem späten Oberperm (Wuchiapingium und Changhsingium, 259 bis 254 mya) von Deutschland. Die Gattung gehört zu den Holocephali und war ein nektobenthischer Räuber.

## Erstbeschreibung
Menaspis wurde erstmals im Jahr 1848 von Julius Ewald wissenschaftlich beschrieben. Weitere Bearbeitungen stammen von Jaekel (1891), Zangerl (1981), von Holzapfel und Malzahn (1984) und von Günther  Schaumberg (1992). 

## Holotyp
Der Holotyp von Menaspis wurde in marinen Kalken des Kupferschiefers entdeckt, die Typlokalität liegt bei Lonau im Oberharz.

## Merkmale

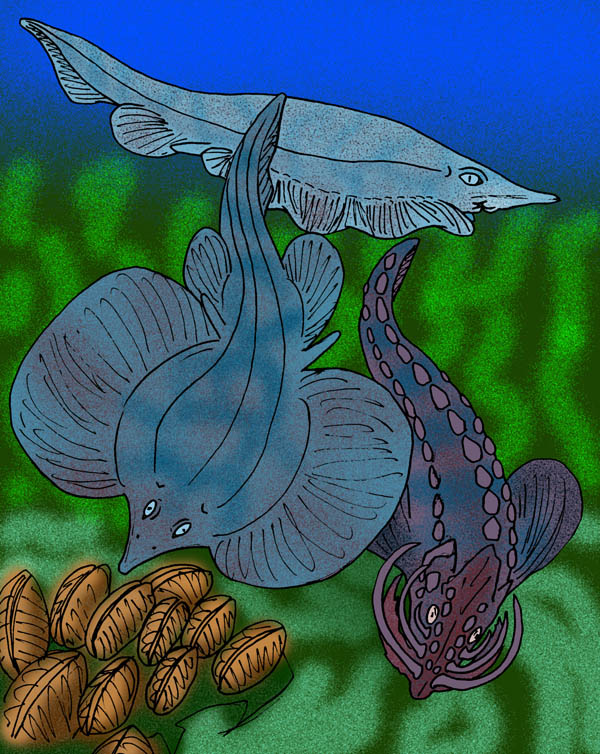
Künstlerische Rekonstruktion von Janassa bituminosa (oben und links) und Menaspis armata (rechts)

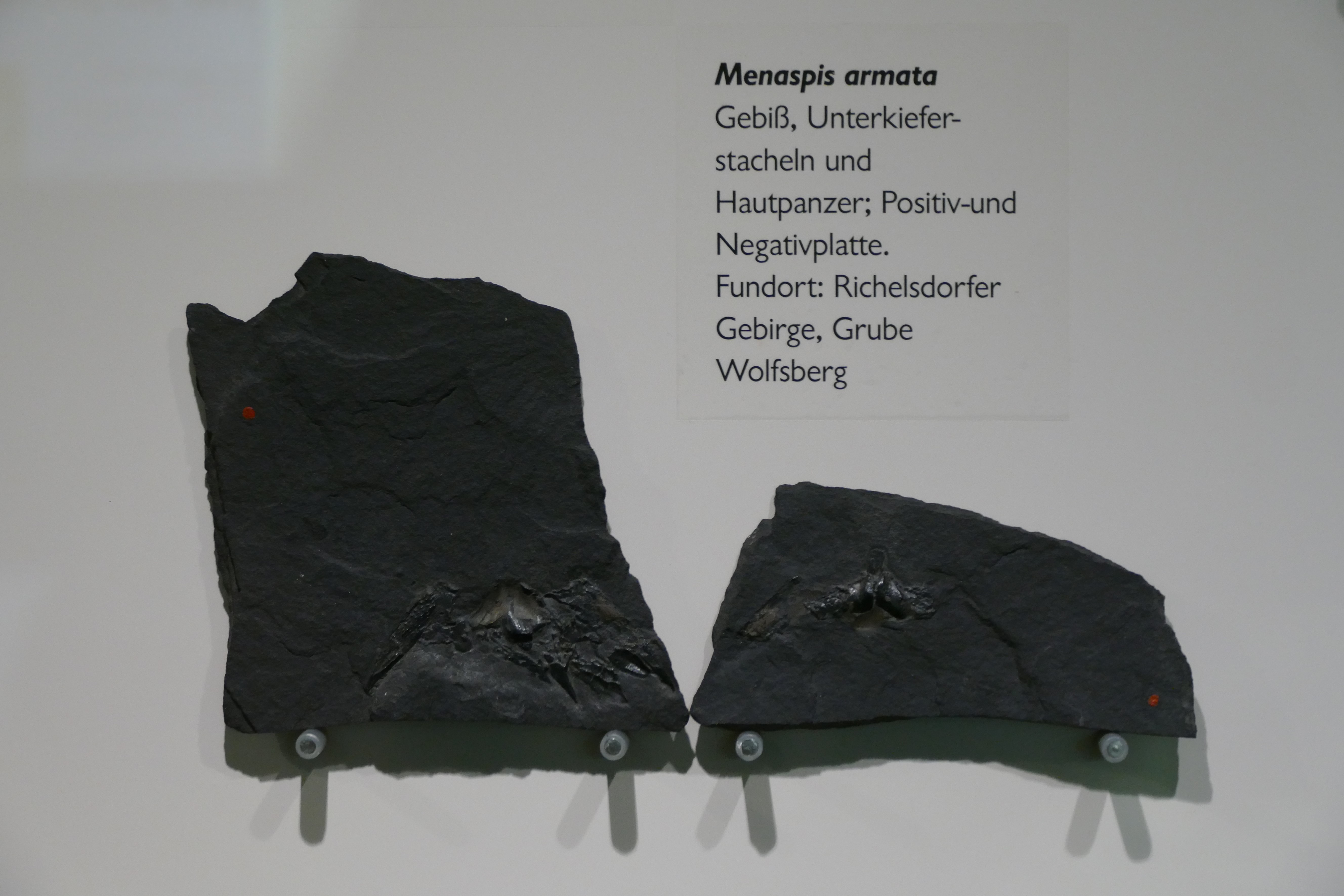
Fossil von Gebiss, Unterkieferstacheln und Hautpanzer einer Menaspis armata im Naturkundemuseum im Ottoneum. Positiv- und Negativplatte.

Charakteristisch für Menaspis sind drei Paar geschwungene stachelartige Fortsätze an der Unterseite des Kopfes. Das mittlere Paar ist sehr groß und weit nach hinten zurückgebogen und berührt nahezu die Brustflossen. In seiner Bezahnung ähnelt Menaspis sehr den heutigen Seekatzen, zeigt aber sonst sehr unterschiedliche Merkmale. Der Körper ist dorsoventral abgeflacht. Rückenflossen sind nicht vorhanden. Hinter der Kopfoberseite besitzt das Tier einen Hautpanzer, der mit sehr kleinen kegelförmigen Fortsätzen bewehrt ist. Der Hautpanzer bildet ein Paar flügelartiger Fortsätze, die oberhalb der Kopfstacheln herausragen und für diese eine Art Schutzfunktion übernehmen. Patterson (1968) sieht Menaspis entweder als einen spezialisierten Angehörigen der Seekatzen oder als eigenständige Tiergruppe an.

## Fundorte
- Deutschland:
  - Bad Sachsa
  - Eisleben
  - Gera
  - Hettstedt
  - Ilmenau
  - Lonau
  - Richelsdorf
  - Rossenray[5]
  - Sangerhausen
  - Thalitter
  - Uffeln